# Tibeti fogoly
A tibeti fogoly (Perdix hodgsoniae) a madarak osztályának tyúkalakúak (Galliformes) rendjébe és a fácánfélék (Phasianidae) családjába tartozó faj.
Tudományos nevét Brian Houghton Hodgson brit természetkutató után kapta.

## Előfordulása
A Tibeti-fennsík területén és a környező vidékeken, így Tibetben, Pakisztán északi részén, Északnyugat-Indiában, Nepál északi részén, Szikkimben, Bhutánban és Nyugat-Kínában előforduló faj.
A hegyvidéki rhododendronerdők és törpe borókások lakója. 3600 és 4300 méter között él. Nem vonuló faj, de telente alacsonyabbra húzódik a hegyekben, nyáron viszont egészen a hóhatárig megtalálható.

## Alfajai
- Perdix hodgsoniae caraganae Meinertzhagen & A. Meinertzhagen, 1926
- Perdix hodgsoniae hodgsoniae (Hodgson, 1857)
- Perdix hodgsoniae sifanica Prjevalsky, 1876

## Megjelenlése
Testhossza 28–31 centiméter. Barnás színezetű. Hasa csíkozott, jellegzetes bélyege a hímek hasán levő nagy fekete folt. Oldalán gesztenyebarna csíkok vannak. Torka fehér, a hímek pofáján fekete folt van (ez a tojóknál nem annyira jellegzetes), szeme körül és a csőre tövében fehér sáv van, feje többi része barna. A tojó a hímhez hasonlít, színezete valamivel fakóbb. A hím jellegzetes „scherrrrreck-scherrrrreck” hangot ad ki. Repülés közben szárnyai szintén hangot adnak.

## Életmódja
A költési időszakon kívül 10-15 madárból álló kisebb csoportokban él. A talajszinten mozog, csak veszély esetén szokott felrepülni.
A felnőtt madarak többnyire magevők, a fiatalok sok rovart is fogyasztanak.

## Szaporodása
Fészkét többnyire magasabb füvű területen építi. 8-10 halványbarna tojást rak.

## Természetvédelmi helyzete
Bár hazájában vadásznak rá, élőhelye, a Tibeti-fennsík viszonylag gyéren lakott terület, emiatt jelenleg nem számít veszélyeztetett fajnak.

## Külső hivatkozások
- Képek az interneten a fajról
- Internet Bird Collection - videók a fajról